# Du som fjärran från din Fader går
Du som fjärran från din Fader går är en psalm med text och musik skriven 1889 av Herbert Booth Texten översattes till svenska 1892 av Eric Bergquist.

## Publicerad i
- Segertoner 1988 som nr 486 under rubriken "Att leva av tro - Kallelse - inbjudan".[1]